# Autochton
Autochton är ett släkte av fjärilar. Autochton ingår i familjen tjockhuvuden.

## Bildgalleri

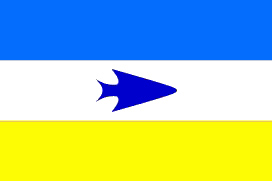
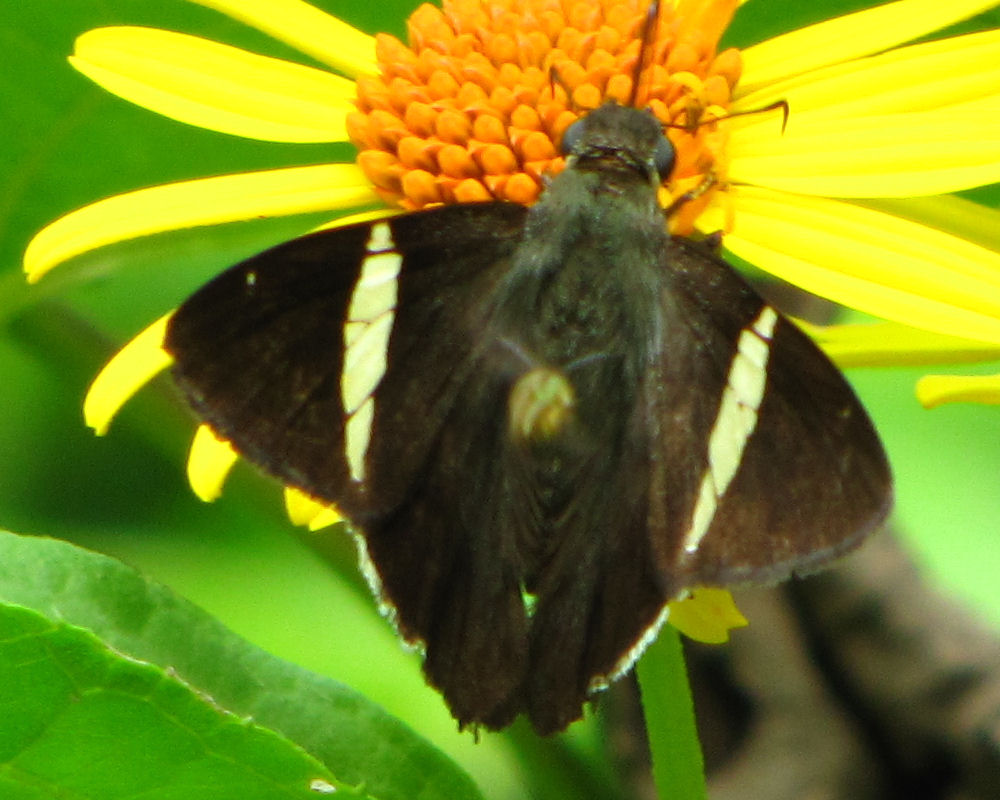

## Dottertaxa tillAutochton, i alfabetisk ordning[1]
- Autochton aerofuscus
- Autochton agathokles
- Autochton ammon
- Autochton assaracus
- Autochton aunus
- Autochton bipunctatus
- Autochton bocus
- Autochton brontes
- Autochton capys
- Autochton cellus
- Autochton cincta
- Autochton dhega
- Autochton electrus
- Autochton festus
- Autochton integrifascia
- Autochton isokrates
- Autochton itylus
- Autochton jao
- Autochton leilae
- Autochton longipennis
- Autochton lunulus
- Autochton mexicana
- Autochton neis
- Autochton orontes
- Autochton pseudocellus
- Autochton punctisignatus
- Autochton reflexus
- Autochton rotundatus
- Autochton sulfureolus
- Autochton vectilucis
- Autochton zarex
- Autochton zonilis